# توني أدكوك
توني أدكوك (بالإنجليزية: Tony Adcock)‏ هو لاعب كرة قدم بريطاني، ولد في 27 فبراير 1963 في بيثنال غرين في المملكة المتحدة. لعب مع برادفورد سيتي وكولتشستر يونايتد ومانشستر سيتي ونادي بيتربورو يونايتد ونادي لوتون تاون ونادي نورثامبتون تاون وهيبريدج سويفتس.

## وصلات خارجية
- توني أدكوك على موقع قاعدة بيانات كرة القدم.إي يو (الإنجليزية)
- توني أدكوك على موقع Soccerbase.com (لاعب) (الإنجليزية)